# كريستينا (اسم)
كريستينا (بالإنجليزية: Christina)‏ أو كرستينا هو اسم علم شخصي مؤنث، وهو تأنيث لإسم كريستيان وألذي يعني مسيحي أو الممسوح في اللغة اليونانية، يعتبر من أكثر الأسماء انتشاراً في الغرب وعند المسيحيين في الشرق. ولهذا الاسم أشكال أخرى مثل كرستين وكريستا وكريسي وكيرستن.

## الشخصيات
- كريستينا أغيليرا مغنية أمريكية
- كريستينا روسيتي شاعرة إنجليزية
- كريستينا فرنانديز دي كيرشنر سياسية أرجنتينية
- كريستينا صوايا ممثلة وملكة جمال لبنانية
- كريستينا لامب صحفية إنجليزية
- كريستينا غريمي مغنية أمريكية
- كريستينا في ممثلة أمريكية
- كريستينا بيكلز ممثلة إنجليزية
- كريستينا بيري مغنية أمريكية
- كريستينا أوناسيس سيدة أعمال يونانية أرجنتينية
- كريستينا أبلغيت ممثلة أمريكية
- كريستينا أومانيا ممثلة كولومبية
- كريستينا أولسون روائية سويدية
- كريستينا أناباو كاتبة وموسيقية أمريكية
- كريستينا أوتشوا كاتبة وممثلة إسبانية
- كريستينا أولدنبورغ أميرة دنماركية
- كريستينا أندرسون متزلجة جليد سويدية
- كريستينا إليز لاعبة كرة يد كرواتية
- كريستينا إل موسى سيدة أعمال أمريكية
- كريستينا إيغرسيغي سباحة مجرية
- كريستينا إيرمان لاعبة كرة قدم سلوفينية
- كريستينا إنجيسدوتر من السويد أميرة سويدية
- كريستينا إليزابيث كرويسكي رسامة سويدية
- كريستينا إلم لاعبة كرة يد دنماركية
- كريستينا ابجر ممثلة أمريكية
- كريستينا بيمينوفا عارضة أزياء روسية
- كريستينا بيدرسن لاعبة كرة ريشة دنماركية
- كريستينا بليسكوفا لاعبة كرة مضرب تشيكية
- كريستينا برانكو مغنية برتغالية
- كريستينا باش مغنية ألمانية
- كريستينا بيجنيكزكي لاعبة كرة يد مجرية
- كريستينا بارويس لاعبة كرة مضرب ألمانية
- كريستينا بيرسون سياسية سويدية
- كريستينا باور لاعبة كرة طائرة فرنسية
- كريستينا برانكو لاعبة كرة يد أنغولية
- كريستينا كيم لاعبة غولف أمريكية
- كريستينا تشيابوتو ملكة جمال إيطالية
- كريستينا تورنس فاليرو لاعبة كرة مضرب إسبانية
- كريستينا تشابولي لاعبة جمباز إسبانية
- كريستينا تريسكسوك لاعبة كرة يد روسية مجرية
- كريستينا جورجيفا سياسية بلغارية
- كريستينا جاندا ممثلة بولندية
- كريستينا جوليان لاعبة كرة قدم كندية
- كريستينا جونز سباحة إيقاعية أمريكية
- كريستينا غايغر متزلجة منحدرات ألمانية
- كريستينا دي بوربون أميرة إسبانية
- كريستينا دينو لاعبة كرة مضرب رومانية
- كريستينا دبليو. بيدرسن حكم كرة قدم نرويجية
- كريستينا رومر اقتصادية أمريكية
- كريستينا روبنسون ممثلة أمريكية
- كريستينا رينولدز لاعبة هوكي حقل ألمانية
- كريستينا زامفير لاعبة كرة يد رومانية
- كريستينا ساندبرغ روائية سويدية
- كريستينا سكوتشيا مغنية إيطالية
- كريستينا سيفكوفا عداءة مسافات قصيرة روسية
- كريستينا سكوت سياسية بريطانية
- كريستينا شرودر سياسية ألمانية
- كريستينا شامبيرس عارضة أزياء وممثلة أمريكية
- كريستينا علي فرح صحفية إيطالية صومالية
- كريستينا غروفز متزلجة جليد كندية
- كريستينا غروس ممثلة ألمانية
- كريستينا غونزاليس راموس لاعبة كرة يد إسبانية
- كريستينا فوجل متسابقة دراجات هوائية ألمانية قرغيزية
- كريستينا فارزارو لاعبة كرة يد رومانية
- كريستينا فيغا لاعبة كرة قدم إسبانية
- كريستينا فوسانو لاعبة كرة مضرب أمريكية
- كريستينا قاو متزلجة جليد أمريكية
- كريستينا كول ممثلة إنجليزية
- كريستينا كمنشيني مخرجة وروائية إيطالية
- كريستينا كيلبي ممثلة أمريكية
- كريستينا كوكس ممثلة كندية
- كريستينا كارلسون صحفية وشاعرة فنلندية
- كريستينا كيريلي لاعبة كرة قدم إيطالية
- كريستينا كوك فارسة بريطانية
- كريستينا كوش رائدة فضاء أمريكية
- كريستينا كوكوفا لاعبة كرة مضرب سلوفاكية
- كريستينا كينيلي سياسية أسترالية أمريكية
- كريستينا كاستانيو ممثلة إسبانية
- كريستينا كريبلا ممثلة كرواتية
- كريستينا كريستيانسن لاعبة كرة يد دنماركية
- كريستينا ليندبرغ ممثلة وصحفية سويدية
- كريستينا لاجو ممثلة برازيلية
- كريستينا لوندبيرغ لاعبة هوكي جليد سويدية
- كريستينا ليشتشفيتش لاعبة كرة يد صربية
- كريستينا لازلو لاعبة كرة يد رومانية
- كريستينا ليلي ممثلة أمريكية كولومبية
- كريستينا ميليان ممثلة أمريكية
- كريستينا مور ممثلة أمريكية
- كريستينا ماريا مغنية كندية
- كريستينا ملادينوفيتش لاعبة كرة مضرب فرنسية صربية
- كريستينا مكهيل لاعبة كرة مضرب أمريكية
- كريستينا موسر لاعبة هوكي حقل ألمانية
- كريستينا مانينغ عداءة قفز طويل أمريكية
- كريستينا نيلسون مغنية سويدية
- كريستينا نيلسن سائقة سباقات دنماركية أمريكية
- كريستينا نياغو لاعبة كرة يد رومانية
- كريستينا هارت ممثلة أمريكية
- كريستينا همر ملاكمة ألمانية
- كريستينا وايبورن ممثلة سويدية
- كريستينا ويلر لاعبة كرة مضرب أسترالية